# Francis Plain Playing Field
El Francis Plain Playing Field es un pequeño estadio de usos múltiples en la isla Santa Elena, parte de un territorio británico de ultramar en el océano Atlántico Sur. Actualmente se utiliza sobre todo para los partidos de fútbol locales y carreras de atletismo. El estadio tiene capacidad para 2000 espectadores y se construyó en 1970. Es la sede de la  Selección de fútbol de Santa Elena y otros equipos menores.
Se ubica en el suburbio de Francis Plain a dos kilómetros al sur de Jamestown, en el distrito de San Pablo en una zona llana de la isla, en terrenos de la única secundaria de la isla, la Escuela Príncipe Andrés.